# Rami Balti
Rami Balti (* 8. Januar 2001) ist ein tunesischer Leichtathlet, der sich auf den Sprint spezialisiert hat.

## Sportliche Laufbahn
Erste internationale Erfahrungen sammelte Rami Balti im Jahr 2018, als er bei den Arabischen-U18-Meisterschaften in Radès in 49,72 s die Bronzemedaille im 400-Meter-Lauf gewann. Im Jahr darauf gewann er bei den Jugend-Afrikaspielen in Algier in 53,51 s die Silbermedaille über 400 m Hürden und nahm anschließend über diese Distanz an den Olympischen Jugendspielen in Buenos Aires teil und gelangte dort auf Rang zwölf. 2019 schied er bei den Juniorenafrikameisterschaften in Abidjan mit 48,43 s im Halbfinale über 400 Meter aus und kam im 400-Meter-Hürdenlauf mit 56,93 s nicht über die Vorrunde hinaus. 2021 gelangte er bei den Arabischen Meisterschaften in Radès mit 46,95 s auf Rang vier über 400 Meter und im Jahr darauf schied er bei den Afrikameisterschaften in Port Louis mit 47,73 s in der ersten Runde aus. Zudem belegte er mit der tunesischen 4-mal-400-Meter-Staffel in 3:11,31 min den fünften Platz. Kurz darauf verpasste er bei den Mittelmeerspielen in Oran mit 47,76 s den Finaleinzug.

## Persönliche Bestleistungen
- 200 Meter: 21,52 s (0,0 m/s), 24. April 2021 in Antalya
- 400 Meter: 46,62 s, 22. Mai 2021 in Bursa
- 400 m Hürden: 56,93 s, 19. April 2019 in Abidjan